# Timofei Fjodorowitsch Ossipowski

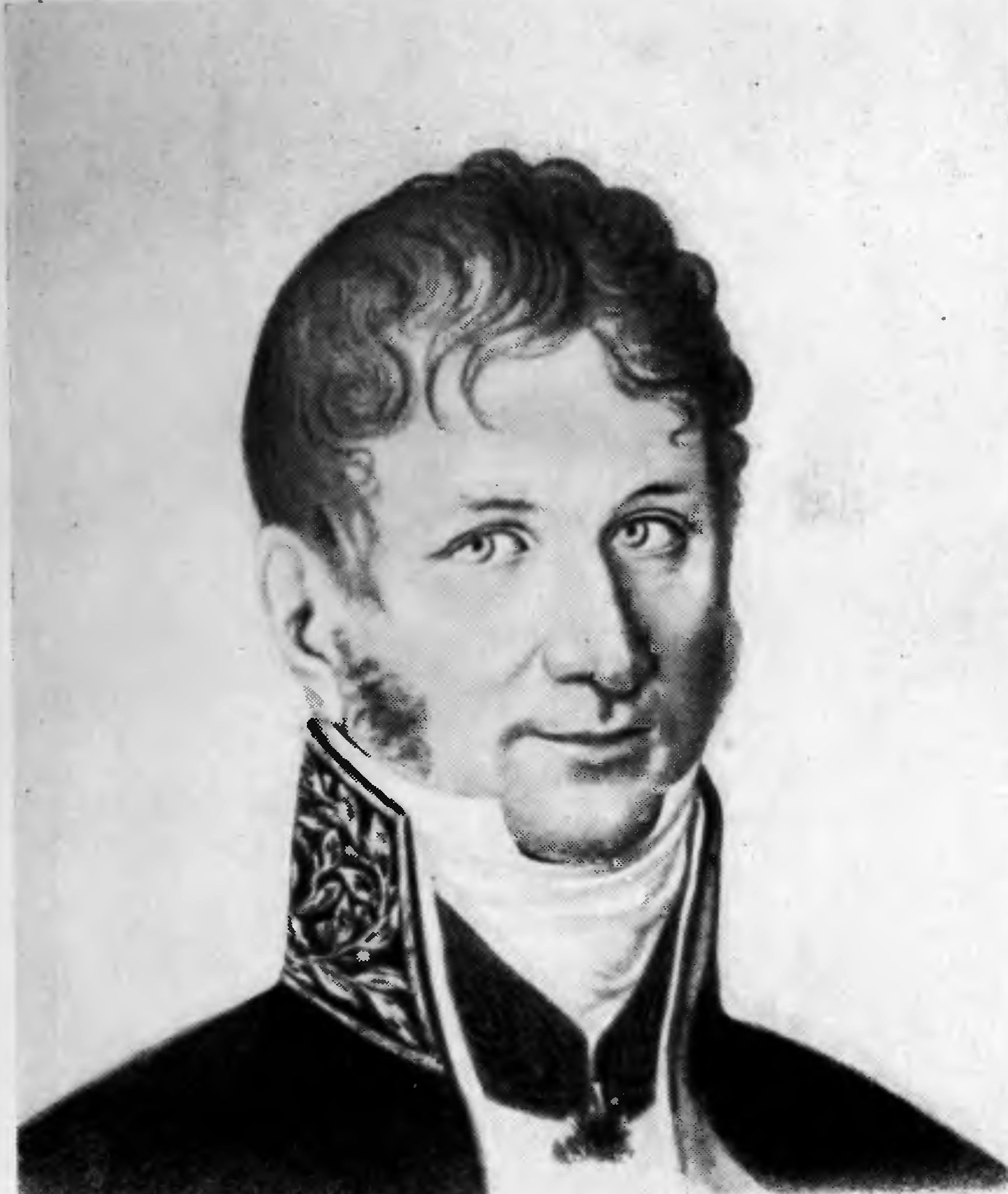
Timofei Fjodorowitsch Ossipowski

Timofei Fjodorowitsch Ossipowski (russisch Тимофей Фёдорович Осиповский; * 22. Januarjul. / 2. Februar 1766greg. in Ossipowo, Ujesd Kowrow, Gouvernement Wladimir; † 12. Junijul. / 24. Juni 1832greg. in Moskau) war ein russischer Mathematiker, Physiker und Hochschullehrer.

## Leben
Ossipowski, Sohn eines Dorfpriesters, besuchte das Geistliche Seminar in Wladimir. Vor dem abschließenden Rhetorik-Kurs wurde er aufgrund seiner hervorragenden Fähigkeiten 1783 nach St. Petersburg an das Pädagogische Hauptinstitut geschickt, das er 1786 als Erster abschloss. Darauf arbeitete er an der Hauptvolksschule in Moskau als Lehrer für Mathematik und Russische Grammatik. Häufig überprüfte er für die Volksschulkommission ihre Mathematik-Werke. In dieser Zeit entwickelte er materialistische und atheistische Ansichten.
1800 ging Ossipowski nach St. Petersburg, um am Pädagogischen Hauptinstitut den erkrankten Dozenten für Mathematik P. I. Gilarowski zu vertreten. 1801 erschien der zweite Band seines Mathematik-Kurses mit 829 Seiten und 11 Tafeln zur Trigonometrie, Euklidischen Geometrie und Sphärischen Geometrie. 1802 erschien der erste Band mit 357 Seiten zur Arithmetik.
1803 bekam Ossipowski von der Akademie der Wissenschaften das Angebot, der Akademie als Adjunkt für Mathematik beizutreten. Er nahm dies jedoch nicht an und folgte dem Ruf des Gründers der Kaiserlichen Universität Charkow W. N. Karasin, als Professor für Mathematik an die neue Universität Charkow zu kommen. Damit gehörte er zu den ersten neun Professoren dieser Universität, unter ihnen auch Atanasije Stojković. Ossipowski wirkte auch am weiteren Aufbau der Universität mit. 1805 folgte die förmliche Ernennung zum Professor. Im Hinblick auf die ungenügende Vorbildung der Studenten wurde auf Ossipowskis Initiative eine Vorbereitungsklasse eingerichtet, in der Ossipowski in verschiedenen Mathematik-Kursen neben Mathematik mit Funktionentheorie, Differentialrechnung, Integralrechnung und Variationsrechnung mit Anwendungen auf die Geometrie auch Mechanik, Optik und Astronomie unterrichtete. 1813 übernahm sein Schüler N. M. Archangelski den Mechanik-Kurs, während er den Optik-Kurs behielt und eine Astronomie-Vorlesung begann.
1805 erschien in Moskau Ossipowskis Übersetzung der Logik Étienne Bonnot de Condillacs. Bald trat Ossipowski als Gegner der neuen deutschen Philosophie hervor, die an der Universität Charkow von dem Kantianer Johann Baptist Schad vertreten wurde. Die Diskussionen betrafen auch das Verhältnis zu den Naturwissenschaften. Bei Versammlungen der Universität Charkow 1807 und 1813 hielt Ossipowski Vorträge über Raum und Zeit und über das dynamische System von Kant, in denen er die Rückkehr Kants zur idealistischen Philosophie der griechischen Antike kritisierte.
1813 wurde Ossipowski Rektor der Universität Charkow. 1816 schlug er in einem Artikel des Ukrainski Westnik eine Kalenderreform vor, indem ab 1817 oder 1821 48 Jahre lang auf Schaltjahre verzichtet wird, um die Verspätung des Julianischen Kalenders gegenüber dem Gregorianischen Kalender zu kompensieren. Ossipowski widersetzte sich jeder Form von Mystik und philosophischem Idealismus und kritisierte entsprechendes Handeln, so auch das des Kurators der Bildungsregion Charkow S. J. Kornejew. Daraufhin wurde Ossipowski 1820 mit dem Ehrentitel Verdienter Professor in den Ruhestand geschickt.
Ossipowski kehrte nach Moskau zurück und nahm die 1802 begonnene Übersetzung des Traité de mécanique céleste von Pierre-Simon Laplace wieder auf, die er 1822 abschloss. Er veröffentlichte seine Untersuchungen der Effekte der Lichtbrechung der Erdatmosphäre auf die Genauigkeit astronomischer Beobachtungen und deren Berücksichtigung durch entsprechende Korrekturen. Weitere Veröffentlichungen behandelten die Theorie der Bewegung von auf die Erde auftreffenden Körpern sowie die Wirkung von Kräften auf den elastischen Körper und Störung seines Gleichgewichts.
Ossipowski wurde auf dem Wagankowoer Friedhof in Moskau begraben.
In Kowrow trägt eine Schule Ossipowskis Namen. Regelmäßig wird eine internationale Studentenprogrammierolympiade der Staatlichen Technologie-Akademie Kowrow mit Unterstützung der Oblast Wladimir durchgeführt, in der der Osipovsky Cup vergeben wird.